# Canneto sull’Oglio
Canneto sull’Oglio (lombardul: Cané) település Olaszországban, Lombardia régióban, Mantova megyében. Lakosainak száma 4247 fő (2023. január 1.). Canneto sull’Oglio Acquanegra sul Chiese, Asola, Calvatone, Casalromano, Isola Dovarese és Piadena Drizzona községekkel határos.

## Népesség
A település népességének változása:
| Lakosok száma | 4433 | 4388 | 4247 |
|               | 2017 | 2018 | 2023 |